# Liste des gouverneurs de la préfecture d'Iwate
Liste des gouverneurs de la préfecture d'Iwate, au Japon:

## Gouverneurs élus (depuis 1947)
| Nom                   | Investiture   | Fin du mandat | Nombre de mandat(s) | Parti          |
| --------------------- | ------------- | ------------- | ------------------- | -------------- |
| Kenkichi Kokubun      | 12 avril 1947 | 29 avril 1955 | 2                   |                |
| Senichi Abe           | 30 avril 1955 | 29 avril 1963 | 2                   |                |
| Tadashi Chida         | 30 avril 1963 | 29 avril 1979 | 4                   |                |
| Tadashi Nakamura (ja) | 30 avril 1979 | 29 avril 1991 | 3                   |                |
| Iwao Kudō             | 30 avril 1991 | 29 avril 1995 | 1                   |                |
| Hiroya Masuda         | 30 avril 1995 | 29 avril 2007 | 3                   |                |
| Takuya Tasso          | 30 avril 2007 | —             | 1 (en cours)        | Sans étiquette |